# Otto Cordes
Otto Cordes   (Magdeburg, 31 d'agost de 1905 - São Paulo, 24 de desembre de 1970) va ser un waterpolista i nedador alemany que va competir durant la dècada de 1920 i 1930. Era el pare de Burkhard Cordes, regatista olímpic pel Brasil.
El 1928 va prendre part en els Jocs Olímpics d'Amsterdam, on va guanyar la medalla d'or en la competició de waterpolo. Quatre anys més tard, als Jocs de Los Angeles, guanyà la medalla de plata en la mateixa competició. En el Campionat d'Europa fou segon el 1931 i tercer el 1926. Guanyà la lliga alemanya amb el Hellas SC Magdeburg de 1924-1926, 1928-1931 i 1933. Entre 1924 i 1927 fou campió universitari dels 100 metres lliures.
En retirar-se marxà a treballar al Brasil, on es quedà a viure.